# Vildjäst
Vildjäst syftar på de jästsvampar som finns naturligt på organiskt material och i luften. Vildjäst används vid traditionell tillverkning av öl, vin och levain-bröd. Motsatsen till vildjäst är odlad jäst.
Öl som bryggts med vildjäst kallas lambik. Lambik bryggs mestadels i Pajottenland väster om Bryssel. Man har identifierat ett 80-tal olika jästsvampar i luften i Pajottenland. Idag bryggs merparten av all öl med odlad jäst, till både under- och överjäst öl används odlad jäst.
Det är något vanligare med vin som jästs med vildjäst, då vinvärlden var något långsammare med att ta till sig den odlade jästen. Det var först på 1950-talet odlad jäst slog igenom bland vinmakare, och först i Nya världen.
Vildjäst ger mer karaktär till drycken än vad odlad jäst ger, men är samtidigt mycket svårare att arbeta med, och ger inte lika effektiv jäsning.